# The Killer Meteors
Pour plus de détails, voir Fiche technique et Distribution.
The Killer Meteors (Feng yu shuang liu xing) est un film hongkongais, taïwanais et sud-coréen réalisé par Lo Wei, sorti en 1976.
Il est aussi sorti en Corée le 12 mai 1977 en tant que production coréenne sous le nom de 유성검 (Yuseonggeom) ou The Cometic Sword, avec pour réalisateur, auteur du scénario et producteur Kim Jin-tae ; le film ne comportant qu'une proportion symbolique de personnel coréen, il s'agit vraisemblement d'un stratagème couramment utilisé à l'époque par les distributeurs coréens pour contourner la loi sur les quotas obligatoires de production locale.
Il s'agit d'une adaptation du roman Météore, Papillon, Épée de Gu Long.

## Synopsis
Maître Mei (Jimmy Wang Yu), un redresseur de torts surnommé Le Météore-qui-tue du nom de son arme mystérieuse, est engagé par une célébrité du monde des arts martiaux, Hua-le-bien-portant (Jackie Chan), aussi surnommé L'Astre démoniaque, pour une étrange mission. Parallèlement, un haut fonctionnaire mène une enquête de longue haleine afin d'élucider un cambriolage du trésor impérial au cours duquel de nombreux objets inestimables ont été dérobés.
Comme classiquement dans un scénario de Ku Lung, divers faux-semblant, usurpations d'identité, chausses-trappes et retournements de situation viendront émailler une intrigue tortueuse.
La version coréenne situe quant à elle l'action à l'époque de la chute de la dynastie Goryo, le trésor impérial devenant celui de la dynastie coréenne déchue et les personnages correspondant à des partisans des Chinois Tang ou des Coréens.

## Fiche technique
- Titre original hongkongais : 風雨雙流星 (Feng yu shuang liu xing) / The Killer Meteors
- Titre original coréen : 流星劒 (유성검 en graphie vulgarisée) (Yuseonggeom) / The Cometic Sword
- Réalisation : Lo Wei
- Scénario : d'après un roman de Ku Lung
- Sociétés de production : Lo Wei Motion Picture Company
- Pays d'origine :  Hong Kong
 Taïwan
 Corée du Sud
- Genre : wu xia pian, Action
- Durée : 104 minutes
- Date de sortie :

 Hong Kong : 21 août 1976

## Distribution
- Jimmy Wang Yu : maître Mei, dit Le Météore-qui-tue
- Jackie Chan : Hua-le-bien-portant, dit L'Astre démoniaque
- Lan Yu-li : mademoiselle Phénix, une amie de l'épouse de monsieur Hua
- Yu Ling-lung (Jeong Hee) : la fille du mandarin chargé de l'enquête
- Tung Lin : le mandarin chargé de l'enquête
- Wang Ruo-ping : un habile voleur

## Réception et postérité
Afin de tirer le maximum de profit financier de la notoriété postérieure de Jackie Chan, le film a été distribué en Occident à partir des années 1990 sous des présentations trompeuses visant à faire croire au public qu'il s'agissait d'un film « à la Jackie Chan » (c.à.d. mêlant comédie déjantée et kungfu acrobatique) dont ce dernier aurait été le personnage principal. La déception éprouvée par les admirateurs de Chan en découvrant la supercherie est une des raisons pour laquelle l'œuvre est parfois jugée négativement.